# David Keith
David Keith (* 8. Mai 1954 in Knoxville, Tennessee) ist ein US-amerikanischer Schauspieler.

## Leben
Keith wurde in Knoxville geboren. Seine Mutter Hilda Earle war Angestellte bei dem Board of Education, einer Schulverwaltung, für den Bezirk Knox County. Sein Vater Lemuel Grady Keith junior war Angestellter in der Personalabteilung Tennessee Valley Authority. Keith studierte an der University of Tennessee und machte seinen Bachelor of Arts in Speech and Theater. Im Jahre 2000 heiratete er Nancy Clark, eine Maklerin, und lebt seither mit ihr in Knoxville.

## Karriere

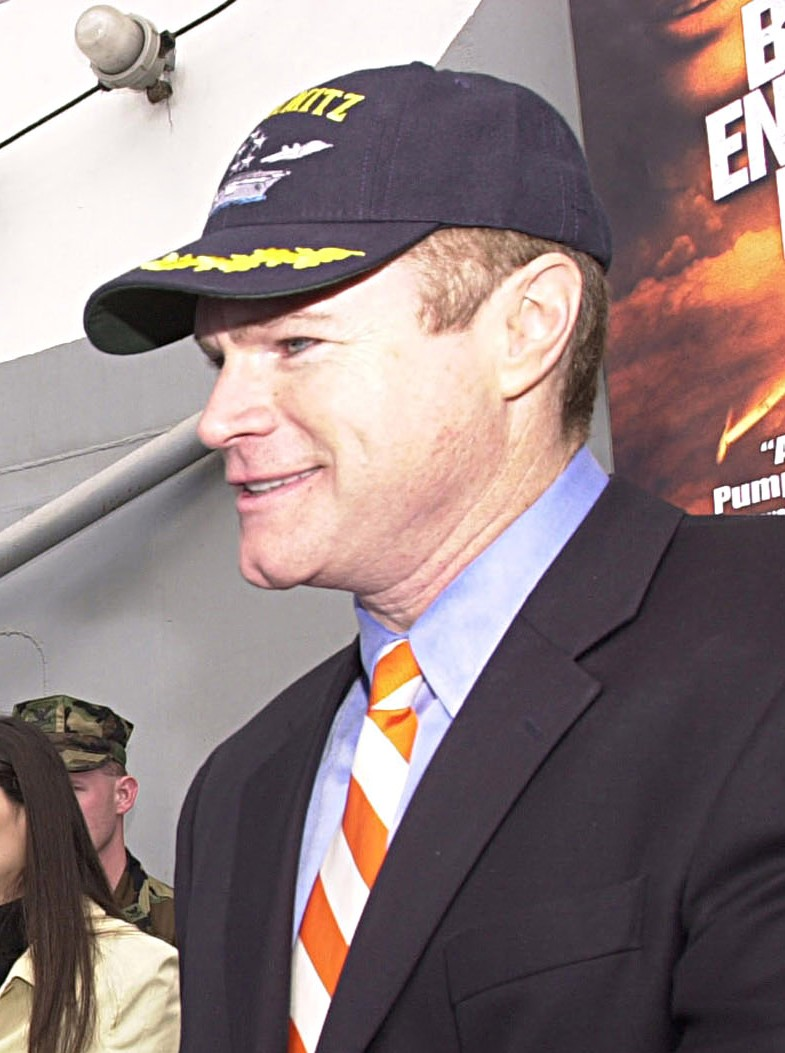
Keith auf der Nimitz (2002)

Im Jahre 1979 arbeitet er zum ersten Mal vor der Kamera als Schauspieler. Dort hatte er einen Auftritt in dem Drama The Rose, und in The Great Santini verkörperte er einen Verbrecher. David Keiths erste große Nebenrolle hatte er in dem Gefängnisfilm Brubaker mit Robert Redford im Jahre 1980. Im Jahr 1982 war er in Ein Offizier und Gentleman mit Richard Gere und Debra Winger zu sehen. Für die Leistung erhielt er 1983 zwei Nominierungen bei den Golden Globe Awards als Bester Nachwuchsdarsteller und Bester Nebendarsteller. In Der Feuerteufel (1984) trat er neben der damaligen Kinderdarstellerin Drew Barrymore auf. Für den Horrorfilm The Curse (1987) und Tennessee Buck war er als Regisseur tätig und zudem als Darsteller zu sehen. In der Komödie von Chris Columbus Heartbreak Hotel verkörperte er Elvis Presley an der Seite von Tuesday Weld.
Keith verkörperte in Die Spur führt zurück – The Two Jakes den Detective Lt. Loach, an der Seite von Jack Nicholson (der auch Regie führte) und Harvey Keitel. 1994 spielte er in dem Actionfilm Good Cop, Bad Cop den Mace, der einen Mordanschlag verhindern kann. Im gleichen Jahr verkörperte er in Die Indianer von Cleveland II den arroganten Baseballspieler Jack Parkman, der zudem der beste Spieler im Team ist und wegen Geldmangel durch einen japanischen Schwertkämpfer ersetzt wird. Neben ihm sind Charlie Sheen und Omar Epps zu sehen. 1995 verkörperte er die Rolle des Cowboys „Boo-Hoo“ Boone in Der Indianer im Küchenschrank. Beim Abenteuerfilm Gold Diggers – Das Geheimnis von Bear Mountain hatte er eine Nebenrolle, die Hauptrolle wurde mit Christina Ricci besetzt. Der Film erhielt eine Nominierung bei den Young Artist Awards als Bester Action/Abenteuerfilm. In A Family Thing – Brüder wider Willen (1996) hatte er eine kleine Nebenrolle als Sonny, wobei er mit Robert Duvall, James Earl Jones und Michael Beach zusammenarbeitete. An der Seite von Jessica Steen trat David Keith 1999 im Thriller Im Zweifel für die Angeklagten auf.
Im Filmjahr 2000 trat er an der Seite von Matthew McConaughey in dem Film U-571 auf und gab den Captain Hartigan in Men of Honor mit Robert De Niro und Cuba Gooding junior. Im Jahr darauf stand er neben Owen Wilson und Gene Hackman in dem Actionfilm Im Fadenkreuz – Allein gegen alle von John Moore als US Navy Master Chief Tom O'Malley vor der Kamera. In dem Horrorfilm Carrie spielte David Keith den Detective John Mulcahey. In Daredevil (Regie: Mark Steven Johnson) verkörperte er in einer Nebenrolle den ermordeten Vater Jack Murdock von Matt Murdock/Daredevil (verkörpert durch Ben Affleck), in weiteren Hauptrollen waren Jennifer Garner, Michael Clarke Duncan und Colin Farrell zu sehen. Im selben Jahr erhielt Keith die Hauptrolle des Nate Springfield im Thriller Hangman’s Curse – Der Fluch des Henkers von Rafal Zielinski, der in Deutschland direkt auf DVD erschien. Im Drama Raise Your Voice – Lebe deinen Traum spielte er den Vater des Charakters von Hilary Duff, die dort wie Oliver James in einer Hauptrolle zu sehen war. Als Vizepräsident Walker war Keith in dem Film Air Force 2 aus dem Jahre 2006 an der Seite von Mariel Hemingway (sie verkörperte Sergeant Major Lynn Delany) zu sehen. In der Sitcom The Class verkörperte Keith den pensionierten Profi-Footballspieler Yonk Allen.
Neben den Engagements bei Filmen hatte er Auftritte bei verschiedenen Fernsehserien, unter anderem bei Navy CIS, Law & Order: Special Victims Unit, Criminal Intent – Verbrechen im Visier und CSI: Miami.

## Filmografie (Auswahl)
- 1979: The Great Santini
- 1979: The Rose
- 1980: Brubaker
- 1981: Ein Senkrechtstarter kratzt die Kurve (Take This Job and Shove It)
- 1982: Ein Offizier und Gentleman (An Officer and a Gentleman)
- 1983: Verflucht sei, was stark macht (The Lords of Discipline)
- 1984: Der Feuerteufel (Firestarter)
- 1985: Gulag – Flucht aus der Eishölle; auch Hölle ohne Wiederkehr (Gulag)
- 1986: Rache ist ein süßes Wort (If Tomorrow Comes, Fernsehserie)
- 1988: Tennessee Buck – Das große Dschungelabenteuer (The Further Adventures of Tennessee Buck)
- 1990: Die Spur führt zurück – The Two Jakes (The Two Jakes)
- 1991: Moon over Miami – Ein mörderischer Trip (Off and Running)
- 1993: Distant Cousins
- 1994: Good Cop, Bad Cop (Raw Justice)
- 1994: Die Indianer von Cleveland II (Major League II)
- 1995: Der Indianer im Küchenschrank (The Indian in the Cupboard)
- 1995: Gold Diggers – Das Geheimnis von Bear Mountain (Gold Diggers: The Secret of Bear Mountain)
- 1995: Bis der Tod uns scheidet (Till the End of the Night)
- 1996: A Family Thing – Brüder wider Willen (A Family Thing)
- 1998: Ambushed – Dunkle Rituale (Ambushed)
- 1998: In den Fängen der Bestie (Perfect Prey, Fernsehfilm)
- 1999: Im Zweifel für die Angeklagten (Question of Privilege)
- 2000: Men of Honor
- 2000: Torus – Das Geheimnis aus einer anderen Welt (Epoch)
- 2000: U-571
- 2001: Im Fadenkreuz – Allein gegen alle (Behind Enemy Lines)
- 2001: Law & Order: Special Victims Unit (Fernsehserie Staffel 3, Folge 6)
- 2002: Carrie
- 2002: Sabretooth – Angriff des Säbelzahntigers (Sabretooth, Fernsehfilm)
- 2003: Daredevil
- 2003: Hangman’s Curse – Der Fluch des Henkers (Hangman’s Curse)
- 2003: Torus: Evolution (Epoch: Evolution)
- 2004: Raise Your Voice – Lebe deinen Traum (Raise Your Voice)
- 2004: Navy CIS (Fernsehserie Staffel 2, Folge 1)
- 2005: All Souls Day: Dia de los muertos
- 2005: Spur der Verwüstung (Path of Destruction)
- 2005: Heuschrecken – Die achte Plage (Locusts: The 8th Plague, Fernsehfilm)
- 2006: Air Force 2 (In Her Line of Fire)
- 2006–2007: The Class (Fernsehserie, elf Episoden)
- 2008: CSI: Miami (Fernsehserie, zwei Episoden)
- 2009: Way of the Dolphin
- 2011, 2013, 2019: Hawaii Five-0 (Fernsehserie, 4 Episoden)